# 金岭金矿
金岭金矿(英語:Gold Ridge)是所罗门群岛的一个金矿，位于南纬9度36分，东经160度08分，首都霍尼亚拉东南方向30公里处。该金矿在2000年6月至2001年12月期间被关闭。曾有一项研究表明，如果将该矿的年产量从每年3,100公斤提高到4,500-4,700公斤，那么所罗门群岛采矿业占该国GDP的比例可从1%提高至15%。